# Redvägs tingslag
Redvägs tingslag var ett tingslag i Älvsborgs län, från 1696 i Kinds och Redvägs domsaga. 
Tingslaget bildades 1680 och omfattade Redvägs härad. Det uppgick 1 januari 1948 i Kinds och Redvägs tingslag.
Tingsplats var Ulricehamn.